# Hülser Berg
Hülser Berg – dzielnica miasta Krefeld w Niemczech, w kraju związkowym Nadrenia Północna-Westfalia, w rejencji Düsseldorf.

## Populacja

### Demografia
Hülser Berg jest najbiedniejszą dzielnicą pod względem liczby ludności. Według spisu ludności z 2023 roku w dzielnicy Hülser Berg mieszkało 520 mieszkańców, z czego 258 to mężczyźni, a 262 to kobiety. 245 mieszkańców dzielnicy ma pochodzenie niemieckie, a 24 pochodzenie zagraniczne.